# Maierà
Maierà község (comune) Olaszország Calabria régiójában, Cosenza megyében.

## Fekvése
A megye nyugati részén fekszik. Határai: Buonvicino, Diamante és Grisolia.

## Története
A település alapításáról nincsenek pontos adatok.

## Népessége
A népesség számának alakulása:

## Főbb látnivalói
- a Peperoncino (erőspaprika) múzeuma
- San Pietro-templom
- Santa Maria del Piano-templom
- San Domenico-templom
- Madonna del Carmine-kápolna